# Monarca setinat
El monarca setinat (Myiagra cyanoleuca) és una espècie d'ocell passeriforme de la família Monarchidae. Es troba a Austràlia, Indonèsia, Nova Zelanda i Papua Nova Guinea. El seu hàbitat natural és en els boscos temperats i els boscos humits tropicals i subtropicals de poca altitud.